# Niklas Natt och Dag
Niklas Carl Bosson Natt och Dag, més conegut com a Niklas Natt och Dag, (Estocolm, 3 d'octubre de 1979) és un escriptor i editor suec en llengua sueca.

## Trajectòria
L'any 2003 es llicencià a la Universitat de Kalmar, entre octubre de 2006 i octubre de 2008 fou redactor en cap de la revista Slitz i, posterior, passà a treballar a Estocolm com a periodista independent.
L'any 2017 debutà amb la novel·la 1793, que esdevindria la primera part de la trilogia "Bellman noir". L'obra fou traduïda al català per Jordi Boixadós i rebé el títol 1793. El llop i el vigilant. El llibre fou nomenat com el Millor debut suec de l'any 2017 per l'Acadèmia Sueca d'Escriptors de Crims. A la Fira del Llibre de Göteborg de 2018, també fou guardonat amb el premi Crimetime Specsavers pel millor debut a la coberta i fou votat com el Llibre de l'any a la competició anual de Clubs de llibres de Bonnier. Els drets sobre el llibre es veneren a més de 30 estats. L'abril de 2019, la versió en audiollibre, llegida per Martin Wallström, rebé el premi a la millor novel·la als premis Storytel (abans premi Big Audio Book). La segona part, 1794, es publicà el setembre de 2019.

## Obres
- 2017 - 1793. El llop i el vigilant, traducció de Jordi Boixadós, edicions Proa.[10]
- 2019 - 1794. El foc i el minotaure, traducció de Jordi Boixadós, edicions Proa.[11]
- 2022 - 1795. La germandat, traducció de Jordi Boixadós, edicions Proa.[12]